# Hyalaethea woodfordi
Hyalaethea woodfordi là một loài bướm đêm thuộc phân họ Arctiinae, họ Erebidae.